# Fuero de Cuenca
El Fuero de Cuenca es una recopilación de leyes medievales reguladoras de la convivencia, cuya estructura jurídica sirvió de modelo a muchos de los posteriores en Castilla, León, Aragón y Portugal. Lo otorgó el rey Alfonso VIII a la ciudad de Cuenca a finales del siglo XII y fue fundamental para la historia medieval de la ciudad. Varias Comunidades de Villa y Tierra castellanas se rigieron por el fuero conquense, como por ejemplo las de Alarcón, Iniesta, Jorquera, Requena, Alcaraz, Ciudad Real, Iznatoraf, Baeza o Úbeda.
Aunque no se conoce con exactitud la fecha de su redacción, se suele datar alrededor de 1190. Está compuesto por 48 capítulos que recogen 950 leyes tanto de carácter civil, mercantil, penal y procesal. Conforma, pues, un compendio de las costumbres jurídicas de Castilla y del derecho de la época. A fin de promover la repoblación, concede un gran número de libertades y garantías jurídicas, comenzando así:

En primer lugar y concedo a todos los habitantes de Cuenca y sus sucesores, Cuenca con todo su término, es decir, con sus montes, fuentes, pastos, ríos, salinas y minas de plata, hierro o de cualquier otro metal.
Fuero de Cuenca

El 24 de marzo de 1284 fue modificado por Sancho IV, aunque no sustancialmente.